# Satiterapie
Satiterapie je integrativní psychoterapie, která využívá všímavost (sati) jako základního principu v rámci rogersovského přístupu (Person Centered Approach, „na osobu zaměřená terapie“ Carla Rogerse).
Integruje techniky psychodramatu (autorem je Jakob Levy Moreno) a focusingu (autorem je Eugene Tovio Gendlin). Na základě etnopsychologického výzkumu (Beatrice Vogt) se obohacuje také o kulturně přenositelná eticko-psychologická paradigmata. Takovým příkladem je i výše zmíněná všímavost (německy Achtsamkeit, anglicky mindfulness), která je popisována jako centrální schopnost, jež všechny aktuálně působící podněty bezvýhradně přijímá. Je nesena neselektivní pozorností, prosta hodnocení a doprovází plynule prožívání jedince. Je velice blízko Freudově termínu „volně vznášející se pozornosti“ (freischwebende Aufmerksamkeit).

## Principy
Základní principy satiterapie:
- princip všímavého zakotvení v tělesně prožívané skutečnosti
- princip synoptického pojetí osoby, v němž je integrován triadický vztah mezi prožíváním, věděním a jednáním
- princip pozitivní motivace
- princip ochrany zdravého jádra osobnosti
- princip eticko-psychologické determinace prožívání
- princip všímavého sebeurčení a moudrého nadhledu
- princip dovednosti v prostředcích

Pět základních satiterapeutických postupů:
- komentování
- reflektování
- kotvení
- konkretizace a
- průzkum psychotopu